# Indias de Mayagüez 2019
Questa voce raccoglie le informazioni riguardanti le Indias de Mayagüez nella stagione 2019.

## Organigramma societario
Area direttiva
- Presidente: Marvin Alameda

Area tecnica
- Allenatore: José Mieles

## Rosa
| N° | Nome                  | Ruolo | Data di nascita  | Nazionalità sportiva |
| -- | --------------------- | ----- | ---------------- | -------------------- |
| 1  | Sashelyn del Castillo | S     | 22 febbraio 1996 | Porto Rico           |
| 2  | Kathia Sánchez        | P     | 29 novembre 1995 | Porto Rico           |
| 3  | Gabriela Colón        | S     | 29 luglio 1995   | Porto Rico           |
| 4  | Nomaris Vélez         | L     | 11 giugno 1993   | Porto Rico           |
| 5  | Saraí Álvarez         | O     | 3 aprile 1986    | Porto Rico           |
| 6  | Génesis Arroyo        | P     | -                | Porto Rico           |
| 7  | Learis Jusino         | L     | 27 febbraio 1991 | Porto Rico           |
| 8  | Ninoshka Vázquez      | S     | -                | Porto Rico           |
| 9  | Isabel Quintana       | S     | -                | Porto Rico           |
| 10 | Angélica Padilla      | C     | 13 gennaio 1990  | Porto Rico           |
| 11 | Jennifer Quesada      | C     | 22 febbraio 1992 | Porto Rico           |
| 12 | Amanda Vázquez        | C     | 21 giugno 1985   | Porto Rico           |
| 18 | Shannon Torregrosa    | C     | 1º febbraio 1981 | Porto Rico           |

## Mercato
| Acquisti | Acquisti              | Acquisti     | Acquisti   |
| R.       | Nome                  | da           | Modalità   |
| -------- | --------------------- | ------------ | ---------- |
| S        | Sashelyn del Castillo | UPR Mayagüez | definitivo |
| P        | Kathia Sánchez        | -            | definitivo |
| S        | Gabriela Colón        | -            | definitivo |
| L        | Nomaris Vélez         | -            | definitivo |
| O        | Saraí Álvarez         | -            | definitivo |
| L        | Learis Jusino         | -            | definitivo |
| S        | Ninoshka Vázquez      | UPR Mayagüez | definitivo |
| S        | Isabel Quintana       | UPR Mayagüez | definitivo |
| C        | Angélica Padilla      | -            | definitivo |
| C        | Jennifer Quesada      | -            | definitivo |
| C        | Amanda Vázquez        | -            | definitivo |
| P        | Génesis Arroyo        | UPR Mayagüez | definitivo |
| C        | Shannon Torregrosa    | -            | definitivo |

| Cessioni | Cessioni           | Cessioni | Cessioni   |
| R.       | Nome               | a        | Modalità   |
| -------- | ------------------ | -------- | ---------- |
| P        | Raymariely Santos  | -        | ritirata   |
| L        | Learis Jusino      | -        | ritirata   |
| L        | Nomaris Vélez      | -        | ritirata   |
| O        | Saraí Álvarez      | -        | ritirata   |
| P        | Lorena Márquez     | -        | ritirata   |
| S        | Wilmarie Ramos     | -        | ritirata   |
| C        | Jetzabel Del Valle | -        | ritirata   |
| C        | Angélica Padilla   | -        | ritirata   |
| S        | Kalei Mau          | Nantes   | definitivo |
| S        | Tamara Ramírez     | -        | ritirata   |
| C        | Amanda Vázquez     | -        | ritirata   |
| C        | Shannon Torregrosa | -        | ritirata   |

## Risultati

### LVSF

#### Regular season
| 1ª giornata - 24 gennaio 2019 Coliseo José Marrón Aponte, Aibonito         | Polluelas de Aibonito     | 1 - 3 | Indias de Mayagüez        | 25-22, 21-25, 18-25, 20-25        |
| 2ª giornata - 26 gennaio 2019 Coliseo Roger L. Mendoza, Caguas             | Criollas de Caguas        | 3 - 1 | Indias de Mayagüez        | 20-25, 25-20, 25-22, 25-19        |
| 3ª giornata - 30 gennaio 2019 Coliseo Rafael Amalbert, Juncos              | Valencianas de Juncos     | 3 - 0 | Indias de Mayagüez        | 25-20, 25-18, 25-20               |
| 4ª giornata - 1º febbraio 2019 Coliseo José Marrón Aponte, Aibonito        | Polluelas de Aibonito     | 1 - 3 | Indias de Mayagüez        | 22-25, 17-25, 27-25, 18-25        |
| 5ª giornata - 3 febbraio 2019 Coliseo Gelito Ortega, Naranjito             | Changas de Naranjito      | 3 - 0 | Indias de Mayagüez        | 25-18, 25-23, 25-13               |
| 6ª giornata - 6 febbraio 2019 Palacio de Recreación y Deportes, Mayagüez   | Indias de Mayagüez        | 3 - 1 | Amazonas de Trujillo Alto | 25-17, 19-25, 20-25, 25-16        |
| 7ª giornata - 8 febbraio 2019 Palacio de Recreación y Deportes, Mayagüez   | Indias de Mayagüez        | 1 - 3 | Changas de Naranjito      | 17-25, 16-25, 25-22, 12-25        |
| 8ª giornata - 14 febbraio 2019 Coliseo Rubén Zayas Montañez, Trujillo Alto | Amazonas de Trujillo Alto | 3 - 0 | Indias de Mayagüez        | 25-21, 25-22, 28-26               |
| 9ª giornata - 16 febbraio 2019 Coliseo Gelito Ortega, Naranjito            | Changas de Naranjito      | 3 - 0 | Indias de Mayagüez        | 25-12, 25-23, 25-16               |
| 10ª giornata - 20 febbraio 2019 Palacio de Recreación y Deportes, Mayagüez | Indias de Mayagüez        | 3 - 2 | Valencianas de Juncos     | 25-23, 13-25, 22-25, 25-17, 15-11 |
| 11ª giornata - 23 febbraio 2019 Coliseo Antonio R. Barceló, Toa Baja       | Llaneras de Toa Baja      | 2 - 3 | Indias de Mayagüez        | 25-23, 21-25, 25-23, 20-25, 12-15 |
| 12ª giornata - 24 febbraio 2019 Palacio de Recreación y Deportes, Mayagüez | Indias de Mayagüez        | 1 - 3 | Criollas de Caguas        | 10-25, 16-25, 25-21, 19-25        |
| 13ª giornata - 27 febbraio 2019 Palacio de Recreación y Deportes, Mayagüez | Indias de Mayagüez        | 3 - 1 | Polluelas de Aibonito     | 17-25, 25-23, 25-19, 27-25        |
| 14ª giornata - 28 febbraio 2019 Coliseo Roger L. Mendoza, Caguas           | Criollas de Caguas        | 2 - 3 | Indias de Mayagüez        | 25-22, 21-25, 22-25, 25-16, 15-17 |
| 15ª giornata - 2 marzo 2019 Palacio de Recreación y Deportes, Mayagüez     | Indias de Mayagüez        | 3 - 0 | Llaneras de Toa Baja      | 25-19, 27-25, 25-11               |
| 16ª giornata - 10 marzo 2019 Palacio de Recreación y Deportes, Mayagüez    | Indias de Mayagüez        | 1 - 3 | Amazonas de Trujillo Alto | 15-25, 22-25, 25-17, 19-25        |
| 17ª giornata - 13 marzo 2019 Palacio de Recreación y Deportes, Mayagüez    | Indias de Mayagüez        | 3 - 0 | Polluelas de Aibonito     | 25-17, 25-20, 25-20               |
| 18ª giornata - 21 marzo 2019 Coliseo Rubén Zayas Montañez, Trujillo Alto   | Amazonas de Trujillo Alto | 1 - 3 | Indias de Mayagüez        | 19-25, 25-21, 16-25, 20-25        |
| 19ª giornata - 23 marzo 2019 Palacio de Recreación y Deportes, Mayagüez    | Indias de Mayagüez        | 3 - 0 | Changas de Naranjito      | 25-19, 25-23, 25-17               |
| 20ª giornata - 30 marzo 2019 Coliseo Antonio R. Barceló, Toa Baja          | Llaneras de Toa Baja      | 2 - 3 | Indias de Mayagüez        | 25-15, 20-25, 13-25, 25-18, 13-15 |
| 21ª giornata - 31 marzo 2019 Palacio de Recreación y Deportes, Mayagüez    | Indias de Mayagüez        | 3 - 1 | Valencianas de Juncos     | 25-13, 23-25, 25-17, 26-24        |
| 22ª giornata - 3 aprile 2019 Palacio de Recreación y Deportes, Mayagüez    | Indias de Mayagüez        | 3 - 1 | Criollas de Caguas        | 25-17, 21-25, 25-17, 25-23        |
| 23ª giornata - 5 aprile 2019 Coliseo Rafael Amalbert, Juncos               | Valencianas de Juncos     | 3 - 0 | Indias de Mayagüez        | 25-19, 25-20, 25-18               |
| 24ª giornata - 7 aprile 2019 Palacio de Recreación y Deportes, Mayagüez    | Indias de Mayagüez        | 3 - 1 | Llaneras de Toa Baja      | 25-18, 24-26, 25-20, 25-20        |

#### Play-off
| Quarti di finale (gara 2) - 11 aprile 2019 Palacio de Recreación y Deportes, Mayagüez | Indias de Mayagüez    | 3 - 1 | Valencianas de Juncos | 23-25, 25-17, 25-21, 27-25        |
| Quarti di finale (gara 4) - 13 aprile 2019 Coliseo Gelito Ortega, Naranjito           | Changas de Naranjito  | 3 - 2 | Indias de Mayagüez    | 23-25, 22-25, 25-15, 25-15, 15-11 |
| Quarti di finale (gara 5) - 16 aprile 2019 Coliseo Rafael Amalbert, Juncos            | Valencianas de Juncos | 1 - 3 | Indias de Mayagüez    | 21-25, 25-20, 24-26, 26-28        |
| Quarti di finale (gara 6) - 17 aprile 2019 Palacio de Recreación y Deportes, Mayagüez | Indias de Mayagüez    | 0 - 3 | Changas de Naranjito  | 20-25, 17-25, 20-25               |
| Semifinali (gara 1) - 14 aprile 2019 Coliseo Roger L. Mendoza, Caguas                 | Criollas de Caguas    | 3 - 1 | Indias de Mayagüez    | 25-15, 18-25, 25-17, 25-17        |
| Semifinali (gara 2) - 26 aprile 2019 Palacio de Recreación y Deportes, Mayagüez       | Indias de Mayagüez    | 3 - 2 | Criollas de Caguas    | 24-26, 20-25, 25-23, 25-21, 15-13 |
| Semifinali (gara 3) - 27 aprile 2019 Coliseo Roger L. Mendoza, Caguas                 | Criollas de Caguas    | 3 - 2 | Indias de Mayagüez    | 25-17, 25-13, 23-25, 24-26, 15-12 |
| Semifinali (gara 4) - 29 aprile 2019 Palacio de Recreación y Deportes, Mayagüez       | Indias de Mayagüez    | 2 - 3 | Criollas de Caguas    | 23-25, 24-26, 27-25, 25-18, 13-15 |
| Semifinali (gara 5) - 1º maggio 2019 Coliseo Roger L. Mendoza, Caguas                 | Criollas de Caguas    | 3 - 1 | Indias de Mayagüez    | 25-14, 15-25, 25-19, 25-23        |

## Statistiche

### Statistiche di squadra
| Competizione | Punti | In casa | In casa | In casa | In trasferta | In trasferta | In trasferta | Totale | Totale | Totale |
| Competizione | Punti | G       | V       | P       | G            | V            | P            | G      | V      | P      |
| ------------ | ----- | ------- | ------- | ------- | ------------ | ------------ | ------------ | ------ | ------ | ------ |
| LVSF         | 40    | 16      | 11      | 5       | 17           | 7            | 10           | 33     | 18     | 15     |
| Totale       | -     | 16      | 11      | 5       | 17           | 7            | 10           | 33     | 18     | 15     |

G = partite giocate; V = partite vinte; P = partite perse